# 嘉禾乡 (渠县)
嘉禾乡，是中华人民共和国四川省达州市渠县曾经下辖的一个乡。2019年12月，撤销嘉禾乡，将其所属行政区域划归有庆镇管辖。

## 行政区划
嘉禾乡撤销前下辖以下地区：
嘉禾社区、堰塘村、龙桥村、禾嘉村和雅化村。